# Calochortus plummerae
Calochortus plummerae, de nombre común lirio mariposa, es una especie del género Calochortus perteneciente a la familia de las liliáceas. Es endémica del Sur de California donde se encuentra a lo largo de la costa, colinas interiores y algunas Cordilleras transversales y Cordilleras peninsulares.  Es miembro integrante del biotopo del chaparral, pastizales, y comunidades de plantas de bosques de coníferas montanos bajos.

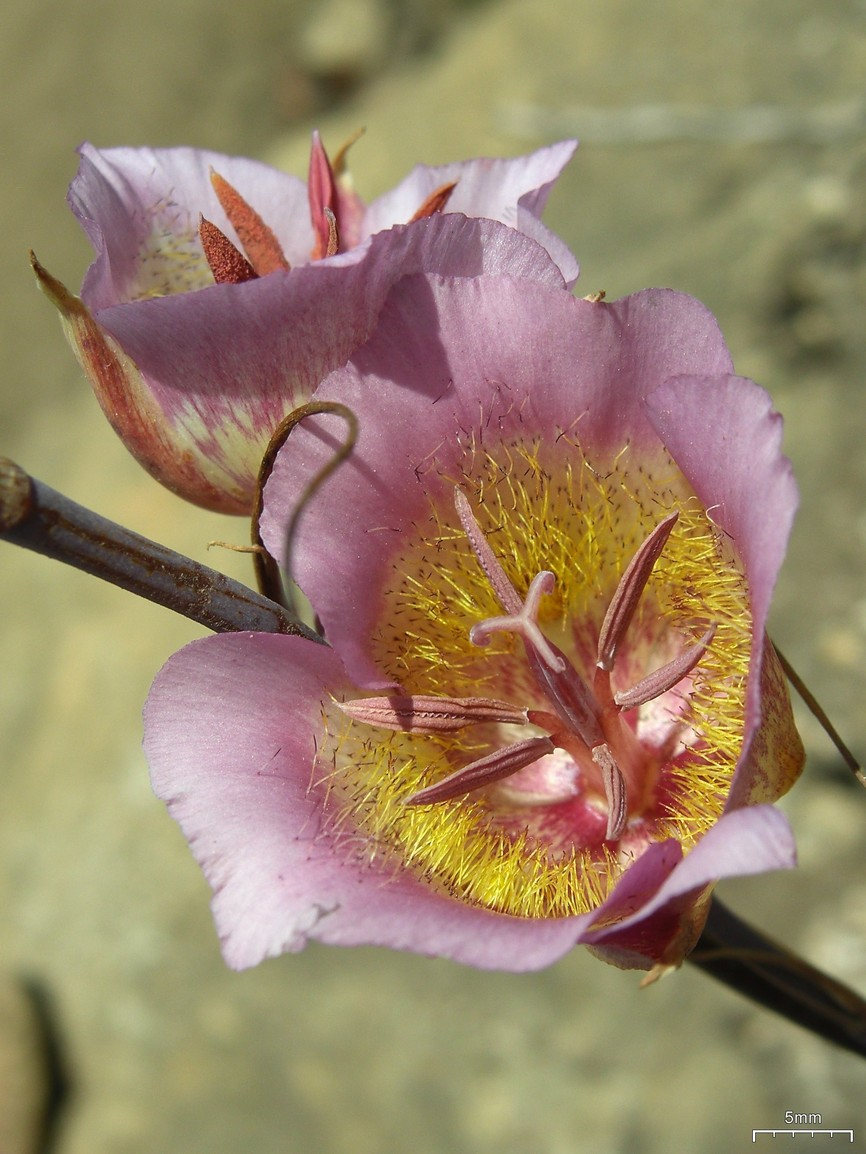
En el "Mount Wilson", Sierra de San Gabriel, California.

## Descripción
Calochortus plummerae produce tallos delgados y ramificados y algunas hojas largas y rizadas.
Encima del tallo hay una flor de lirio con sépalos y pétalos largos y puntiagudos que pueden medir hasta 4 centímetros de largo. Los pétalos son de color rosa, lavanda o blanco con una ancha banda amarilla en el medio. Son peludos por dentro, y a veces, están bordeados de pelos. El centro contiene grandes anteras de color blanquecino o amarillento. Las flores están presentes de mayo a julio.
La fruta cápsula mide hasta 8 centímetros de largo.

## Taxonomía
Calochortus plummerae especie descrita por Greene, y la especie recibe su nombre en honor a la botánica estadounidense Sara Plummer Lemmon (1836 - 1923).
Etimología
Calochortus: nombre genérico que proviene del idioma griego y significa "pasto bello", nombre que hace referencia al parecido de las hojas y tallos de estas plantas con los de una gramínea o pasto y, al mismo tiempo, pone de manifiesto el gran atractivo de las flores.
plummerae: epíteto
Sinonimia
- Cyclobothra plummerae (Greene) Hoover.[6]

## Nombre común
- Inglés:  Plummer's mariposa lily.[1]